# Prado (São Tomé)
Prado é uma aldeia de São Tomé e Príncipe, localiza-se no distrito de Mé-Zóchi, ilha de São Tomé, próxima às localidades de Madalena, Santa Margarida, Benfica, Mongo e São José.